# Rhyticeros
Rhyticeros (лат., от др.-греч. ῥῠτίς — складка и κέρας — рог) — род средних и крупных птиц из семейства птиц-носорогов (Bucerotidae). Раньше птиц этого рода включали в состав рода Aceros.
Представители рода Rhyticeros обитают в тропических лесах Юго-Восточной Азии и Океании, от Мьянмы и Таиланда до Соломоновых островов. Rhyticeros обладают крупным и мощным роговым клювом, как правило птиц украшает чёрный плюмаж из перьев, который на голове и затылке может быть также белым или красно-коричневым. Хвост — белого цвета, за исключением Rhyticeros everetti, у которых он чёрный. Горло у Rhyticeros покрыто синей, легко надувающейся кожей — за исключением видов Rhyticeros subruficollis и Rhyticeros undulatus, у которых она жёлтого цвета. Туловище птиц покрыто чёрными перьями.

## Классификация
Международный союз орнитологов относят к роду 6 видов:
- Rhyticeros plicatus (Pennant, 1781) — Папуасская птица-носорог, или папуасский калао, или папуанский калао
- Rhyticeros narcondami Hume, 1873 — Наркондамская птица-носорог
- Rhyticeros undulatus (Shaw, 1812) — Волнистый калао, или волнистая птица-носорог
- Rhyticeros everetti Rothschild, 1898 — Сумбийский калао
- Rhyticeros subruficollis (Blyth, 1843)
- Rhyticeros cassidix (Temminck, 1823) — Сулавесский калао